# Eden (Teksas)
Eden je grad u američkoj saveznoj državi Teksas. Prema popisu stanovništva iz 2010. u njemu je živjelo 2.766 stanovnika.